# قرار مجلس الأمن التابع للأمم المتحدة رقم 1202
قرار مجلس الأمن التابع للأمم المتحدة رقم 1202، المتخذ بالإجماع في 15 أكتوبر 1998، بعد إعادة التأكيد على القرار 696 (1991) وجميع القرارات اللاحقة بشأن أنغولا، بما في ذلك القرار 1196 (1998) بشأن أفريقيا. مدد المجلس ولاية بعثة مراقبي الأمم المتحدة في أنغولا حتى 3 كانون الأول / ديسمبر 1998.
وأكد مجلس الأمن من جديد أن أتفاق السلام وبروتوكول لوساكا وقرارات مجلس الأمن ذات الصلة تشكل أساس عملية السلام في أنغولا. ودعا المجتمع الدولي، وخاصة البلدان التي يمكن أن يكون لها تأثير على جوناس سافيمبي، زعيم يونيتا، لإقناع الحركة بالتحرك نحو السلام وإعادة إعمار البلاد.
وأكد القرار من جديد أن السبب الرئيسي للأزمة السياسية في أنغولا هو فشل يونيتا في الامتثال لالتزاماتها بموجب اتفاقات السلام وقرارات مجلس الأمن. وطالب باستكمال نزع سلاح قواتها والانسحاب من الأراضي التي احتلتها بالوسائل العسكرية. لا يمكن أن يكون هناك حل عسكري للصراع وحث كلا الطرفين على السعي إلى تسوية سياسية.
وبعد تمديد ولاية بعثة مراقبي الأمم المتحدة في أنغولا، ذكر المجلس أنه يمكن نشرها حسب الحاجة وفقا لعملية السلام. وحث يونيتا على أن تتحول إلى حزب سياسي وأن تحترم السلطة القانونية وحقوق الإنسان. وسلط المجلس الضوء على الوضع الإنساني في البلاد، ولا سيما حالة المشردين البالغ عددهم 1.3 مليون شخص، وعدم وصول المساعدات الإنسانية إلى الفئات الضعيفة.
في إشارة إلى أنه يتعين على البلدان الامتثال للقرارات 864 (1993) و1127 (1997) و1173 (1998)، طلب مجلس الأمن إجراء مزيد من التحقيقات في التقارير التي تفيد بأن جوناس سافيمبي سافر خارج أنغولا (إلى أوغندا وتوغو) وتلقت قوات يونيتا النقل غير المشروع للأسلحة والتدريب العسكري بالمخالفة للقرارات المذكورة أعلاه.
أخيرًا، أعرب المجلس عن أسفه لحادث تحطم طائرة ركاب روسية في مقاطعة مالانجي وطالب أنغولا بإجراء تحقيق شامل في سبب الحادث. وزُعم أن يونيتا مسؤولة عن إسقاط الطائرة.

## روابط خارجية
- نص القرار في undocs.org